# Elke Aberle
Elke Aberle (* 1. Juli 1950 in Neuss) ist eine deutsche Schauspielerin.

## Leben
Die Tochter eines Postbeamten stand im Alter von fünf Jahren in dem Film Liebe zum ersten Mal als Kinderdarstellerin vor der Kamera. Bekannt wurde sie 1957 als das Nesthäkchen Julchen in Witwer mit fünf Töchtern, in dem Heinz Erhardt ihren Vater spielte. Bald hatte sie auch ihre ersten Theaterauftritte. Im Alter von 13 Jahren stand sie in Richard III. unter der Regie von Fritz Kortner bei den Münchner Kammerspielen auf der Bühne. Es folgten die Titelrolle in Bravo, Girl am Theater der Jugend und weitere Gastauftritte an verschiedenen Spielstätten.
Aberle war in mehreren Filmkomödien zu sehen. Hauptrollen, wie 1964 in Das Lamm (Regie: Wolfgang Staudte), blieben allerdings selten. Nachdem sie in etwa 20 Spielfilmen mitgewirkt hatte, verlegte Elke Aberle in den 1970er Jahren ihre Tätigkeit auf Fernsehproduktionen. Besonders beachtet wurde sie in dem Fassbinder-TV-Film Ich will doch nur, daß ihr mich liebt (1976). Sie hatte auch Auftritte in zahlreichen Fernsehserien u. a. in Das Erbe der Guldenburgs, Tatort und arbeitete als Synchronsprecherin.
Elke Aberle ist außer im Fernsehen vor allem als Theaterschauspielerin tätig, insbesondere als Gast bei Festspielen.
Sie war zweimal verheiratet und ist Mutter einer Tochter.

## Filmografie (Auswahl)
- 1955: Kinder, Mütter und ein General
- 1956: Liebe
- 1957: Witwer mit fünf Töchtern
- 1958: Grabenplatz 17
- 1958: Ooh … diese Ferien
- 1958: Rivalen der Manege
- 1958: Ein wunderbarer Sommer (Kinder der Berge)
- 1958: Vater, Mutter und neun Kinder
- 1959: Mein ganzes Herz ist voll Musik
- 1959: Jons und Erdme
- 1960: Das große Wunschkonzert
- 1961: Was macht Papa denn in Italien?
- 1964: Das Lamm
- 1965: Mädchen hinter Gittern
- 1966: Betty Blue (Fernsehfilm)
- 1967: Das Kriminalmuseum (Fernsehserie, Folge Die Kiste)
- 1969: Katzenaugen (Fernsehfilm)
- 1970: Hurra, unsere Eltern sind nicht da
- 1970: Nachbarn sind zum Ärgern da
- 1970: Wer zuletzt lacht, lacht am besten
- 1970: Die Sprachlosen (Fernsehfilm)
- 1970: Jonas oder Der Künstler bei der Arbeit (Fernsehfilm)
- 1971: Wenn mein Schätzchen auf die Pauke haut
- 1971: Hei-Wi-Tip-Top (Fernsehserie, 1 Folge)
- 1971: Einfach Sterben (Fernsehfilm)
- 1971: Tatort: Der Boss (Fernsehfilmreihe)
- 1971: Ferdy und Ferdinand (Fernsehfilm)
- 1972: Im bayerischen Stil (Fernsehfilm)
- 1972: 8051 Grinning (Fernsehfilm)
- 1973: Polizeistation (Fernsehserie, 1 Folge)
- 1972: Florian (Fernsehfilm)
- 1973: Stationen (Fernsehserie, 1 Folge)
- 1973: Blau blüht der Enzian
- 1973: Okay S.I.R. (Fernsehserie, Folge Eine zündende Idee)
- 1974: Eine geschiedene Frau (Fernsehserie, 1 Folge)
- 1974: Schwarzwaldfahrt aus Liebeskummer
- 1974: Preussenkorso Nr. 17 (Fernsehfilm)
- 1974: Unter Ausschluß der Öffentlichkeit (Fernsehserie, 1 Folge)
- 1974: Elfmeter! Elfmeter! (Fernsehfilm)
- 1975: Revolte im Erziehungshaus (Fernsehfilm)
- 1975: Sergeant Berry (Fernsehserie, 1 Folge)
- 1975: König Heinrich IV. (Fernsehfilm)
- 1975: Berlin – 0:00 bis 24:00 (Fernsehserie, 1 Folge)
- 1975: Das feuerrote Spielmobil (Fernsehserie, 1 Folge)
- 1976: Ich will doch nur, daß ihr mich liebt (Fernsehfilm)
- 1976: Anton, zieh die Bremse an![1]
- 1976: Direktion City (Fernsehserie, 1 Folge)
- 1976: Satansbraten
- 1977: Roulette (Fernsehfilm)
- 1977: Der doppelte Moritz (Fernsehfilm)
- 1978: Tatort – Zürcher Früchte
- 1976: Mein lieber Mann (Fernsehserie, 1 Folge)
- 1978: Die Straße (Fernsehserie, 7 Folgen)
- 1978: Die Kur (Fernsehserie, 2 Folgen)
- 1978: Tatort: Zürcher Früchte (Fernsehfilmreihe)
- 1979: Die Protokolle des Herrn M. (Fernsehserie, 1 Folge)
- 1979: Die Koblanks (Fernsehserie, 2 Folgen)
- 1979: Der ganz normale Wahnsinn (Fernsehserie, 1 Folge)
- 1980: Bühne frei für Kolowitz (Fernsehfilm)
- 1980: Drei Schlafzimmer (Fernsehfilm)
- 1980: Polizeiinspektion 1 (Fernsehserie, Folge Sylvester)
- 1981–1985: Goldene Zeiten – Bittere Zeiten (Fernsehserie, 3 Folgen)
- 1982: Drei gegen Hollywood (Fernsehfilm)
- 1982: Die unsterblichen Methoden des Franz Josef Wanninger (Fernsehserie, 1 Folge)
- 1983: Das kann ja heiter werden (Fernsehserie, 1 Folge)
- 1983: Die Krimistunde (Fernsehserie, Folge 8: Willkommen in unserer Bank)
- 1984: Ravioli (Fernsehserie)
- 1984: Das doppelte Pensum (Fernsehserie)
- 1984: Die Krimistunde (Fernsehserie, Folge 12: Der zerstreute Chemiker)
- 1985: Flucht ohne Ende (Fernsehfilm)
- 1987: Hans im Glück (Fernsehserie, 1 Folge)
- 1987: Das Erbe der Guldenburgs (Fernsehserie, 2 Folgen)
- 1988: Starke Zeiten
- 1988: Der Alte (Fernsehserie, 1 Folge)
- 1989: Tatort – Bier vom Faß (Fernsehfilmreihe)
- 2001: Der Landarzt (Fernsehserie, Folge 10x13: Übers Jahr sehen wir weiter)
- 2002: Ich lass mich scheiden (Fernsehserie, 1 Folge)
- 2003: Die Kinder vom Alstertal (Fernsehserie, Folge 5x06: Freundschaft in Gefahr)
- 2006: Rose unter Dornen (Fernsehfilm)

## Auszeichnungen
- 1965: Bambi als beste Nachwuchsschauspielerin

## Einzelnachweis
1. ↑  
Anton, zieh die Bremse an! bei IMDb

| Personendaten    | Personendaten           |
| ---------------- | ----------------------- |
| NAME             | Aberle, Elke            |
| KURZBESCHREIBUNG | deutsche Schauspielerin |
| GEBURTSDATUM     | 1. Juli 1950            |
| GEBURTSORT       | Neuss                   |